# لاين إيفانز
لاين إيفانز (بالإنجليزية: Iain Frederick Evans)‏ هو سياسي أسترالي، ولد في 18 أبريل 1959 في أستراليا. حزبياً، نشط في حزب أستراليا الليبرالي (فرع جنوب أستراليا) ‏.

## مناصب
- انتخب Justice of the Peace for South Australia ‏.
- انتخب Leader of the South Australian Division of the Liberal Party of Australia ‏ (2006 – 2007).
- في 2006 South Australian state election [الإنجليزية]‏، انتخب عضو مجلس النواب جنوب أستراليا من الجمعية عن دائرة Electoral district of Davenport [الإنجليزية]‏ وقد انضم خلال فترته النيابية ‏ (11 ديسمبر 1993 – 30 أكتوبر 2014)  للكتلة البرلمانية حزب أستراليا الليبرالي (فرع جنوب أستراليا) [الإنجليزية]‏.
- انتخب زعيم المعارضة [الإنجليزية]‏ (30 مارس 2006 – 12 أبريل 2007).